# レスター・フォーチュン
レスター・フォーチュン（Lester Fortiun　1978年4月23日- ）は南アフリカ共和国出身の野球選手。ポジションは投手。右投右打。
2006年のWBCでは南アフリカ代表に選出されたが、登板機会はなかった。